# جک لستر
جک لستر (انگلیسی: Jack Lester؛ زادهٔ ۸ اکتبر ۱۹۷۵) یک بازیکن فوتبال است.